# Józef Baran (poeta)
Józef Baran (ur. 17 stycznia 1947 w Borzęcinie) – polski poeta, dziennikarz i tłumacz, laureat m.in. Nagrody Fundacji im. Kościelskich.

## Życiorys
Urodził się jako jedno z trojga dzieci w rodzinie rolniczej Stanisława i Stefanii z domu Bach. Jego stryjem był pisarz Jan Baranowicz. W 1964 roku J. Baran kończył technikum górnicze w Wałbrzychu, a w 1975 studia na kierunku filologia polska w Wyższej Szkole Pedagogicznej w Krakowie. Debiutował w 1969 na łamach tygodnika „Życie Literackie”. Jego poezję odkrył Artur Sandauer, który napisał o nim, że trafia „swoją liryką prosto do ludzkich serc”. Od 1975 w dziennikarstwie, m.in. w „Wieściach”, później w „Gazecie Krakowskiej” i „Dzienniku Polskim”. Publikował wiersze najczęściej w „Tygodniku Powszechnym” (od 1974 do 1994), w „Nowym Dzienniku” (wychodzącym w Nowym Jorku) i w „Twórczości”. Był członkiem grupy poetyckiej „Tylicz”.
O twórczości Józefa Barana pisali w swoich książkach m.in. Artur Sandauer, Jerzy Kwiatkowski, Janusz Drzewucki, Stanislaw Stabro, Bolesław Faron, Julian Kornhauser czy Elżbieta Mikoś.
W 1989 jego wiersze trafiły do programów szkolnych, w następnych latach na matury języka polskiego (m.in. wiersze Apokalipsa domowa, Tańcowały dwa Polaki, czy Mam 25 lat). Odtąd są też publikowane w wielu antologiach krajowych i zagranicznych.
Jego wiersze stały się również inspiracją dla wielu piosenkarzy i kompozytorów, m.in. dla Starego Dobrego Małżeństwa, grupy Pod Budą, Beaty Paluch, Beaty Rybotyckiej, Jakuba Pawlaka, Julii Zaryckiej, Elżbiety Adamiak, Hanny Banaszak, Krzysztofa Myszkowskiego, Andrzeja Słabiaka, Andrzeja Zaryckiego, Mirosława Kalisiewicza, Marka Burskiego. Tłumaczone były na 20 języków, m.in. angielski, hebrajski, niemiecki, czeski, rosyjski, hiszpański i szwedzki.
Mieszka w Krakowie.

## Publikacje
- Nasze najszczersze rozmowy: wiersze – Kraków, Wydawnictwo Literackie, 1974[1]
- Dopóki jeszcze: wiersze – Warszawa, Ludowa Spółdzielnia Wydawnicza, 1976
- Na tyłach świata: wiersze – Kraków, Wydawnictwo Literackie, 1977[1]
- W błysku zapałki: wiersze – Warszawa, Ludowa Spółdzielnia Wydawnicza, 1979
- Wiersze wybrane – Warszawa, Ludowa Spółdzielnia Wydawnicza, 1984[1]
- Pędy i pęta: wiersze – Kraków, Wydawnictwo Literackie, 1984
- Autor! Autor!: rozmowy z ludźmi pióra i palety. – Warszawa, Ludowa Spółdzielnia Wydawnicza, 1986[1]
- Skarga: wiersze – Szczecin, Glob, 1988
- Czułość: poezje – Kraków, Miniatura, 1988, 1989
- Wiersze wybrane – Kraków, Miniatura, 1990
- Śnił mi się Artur Sandauer: rozmowy i wspomnienia – Kraków, Centrum Kultury Żydowskiej Na Kazimierzu, Hereditas Polono – Judaica, 1992
- Pacierz Szwejka: wiersze – Kraków, Miniatura, 1992
- Mała kosmogonia: wiersze – Kraków, Miniatura, 1994
- 115 wierszy (wiersze z lat 1985–1993) – Tarnów, Comdruk, 1994
- Zielnik miłosny: wiersze – Oficyna Konfraterni Poetów, Kraków – Jawor (1995)
- Zielnik miłosny: wiersze – wyd. II, Konfraterania Poetów (1996)
- Epifania słoneczna: wiersze – Poznań, Arka, 1997
- Majowe zaklęcie: wiersze – Kraków, Wydawnictwo Baran i Suszczyński, 1997
- Pod zielonym drzewem życia: wiersze – seria Poeci Krakowa, Kraków, Śródmiejski Ośrodek Kultury w Krakowie, 2000
- W błysku (IN A FLASH): wiersze - New York, Kraków, Cross - Cultural Communications ISBN 0-89304-777-5. / Wydawnictwo Baran i Suszczyński ISBN 83-88575-03-1, 2000
- Dolina ludzi spokojnych (fotografie – Jakub Ciećkiewicz) – Tarnów, Biblos, 2001
- Dom z otwartymi ścianami – Warszawa, Nowy Świat, 2001
- Najdłuższa podróż – Warszawa, Nowy świat, 2002
- Spotkanie – Begegnung – Kraków, Oficyna Konfraterni Poetów – 2003 (przekład na niemiecki Henryk Bereska)
- A wody płyną i płyną – Toruń, Wyd. Adam Marszałek, 2004
- Koncert dla nosorożca – dziennik poety z przełomu wieków – Poznań, Zysk i S-ka, 2005
- Zielnik miłosny i inne liryki – Poznań,Zysk i S-ka, 2005
- Hymn poranny – Londyn, London Publishing Br@ndBook, 2006
- Tragarze wyobraźni – Rzeszów, Podkarpacki Instytut Książki i Marketingu, 2006
- Taniec z ziemia – Poznań, Zysk i S-ka, 2006
- Rondo. Wiersze z lat 2006–2009 – Poznań, Zysk i S-ka, 2009
- Podróże z tej i nie z tej ziemi – migawki z sześciu kontynentów: Europy, obu Ameryk, Australii, Azji i Afryki – Poznań, Zysk i S-ka, 2010
- Borzęcin. Poezja i proza Józefa Barana – Gminna Biblioteka Publiczna w Borzęcinie, 2014
- Spadając patrzeć w gwiazdy – Poznań, Zysk i S-ka 2013
- Scenopis od wieczności – korespondencja ze Sławomirem Mrożkiem – Poznań, Zysk i S-ka, 2014
- Szczęście w czapce niewidce i 99 nowych wierszy – tom wierszy – Poznań, Zysk i S-ka, 2015
- Stan miłosny... przerywany – fragmenty dzienników, korespondencji, sylwetki pisarzy i wiersze – Warszawa, Państwowy Instytut Wydawniczy, 2019, ISBN 978-83-66272-18-7
- W wieku odlotowym – Poznań, Zysk i S-ka, 2020
- Słoneczna ruleta. Wiersze przebrane z lat 1969–2020 – Warszawa, PIW 2021

## Piosenki ze słowami Józefa Barana
- Najlepsze lata – Atlantyda (muzyka Elżbieta Adamiak)
- Prośba o nadzieję (muzyka Elżbieta Adamiak)
- Szara piosenka (muzyka Elżbieta Adamiak)
- Ballada majowa (muzyka Krzysztof Myszkowski)
- Ballada o arenie cyrkowej (muzyka Krzysztof Myszkowski)
- Niepokój (muzyka Krzysztof Myszkowski)
- Spóźnione wyznanie (muzyka Roman Ziobro)
- Ballada z gór (muzyka Krzysztof Myszkowski)
- Ballada o poecie (muzyka Krzysztof Myszkowski)
- Zwózka nieba (muzyka Krzysztof Myszkowski)
- Przechyla się ku jesieni ziemia (muzyka Krzysztof Myszkowski)
- Zapomniany grajek (muzyka Krzysztof Myszkowski)
- Szara ballada (muzyka Krzysztof Myszkowski)
- Ballada o dwóch braciach (muzyka Mirosław Czyżykiewicz)
- Ballada na urodziny (muzyka Krzysztof Myszkowski)
- Ballada powojowa (muzyka Krzysztof Myszkowski)
- Piosenka o nadziei (muzyka Krzysztof Myszkowski)
- Pastorałka bezdrożna (muzyka Krzysztof Myszkowski)
- Marcowy swing (muzyka Ryszard Żarowski)
- Piosenka zauroczonego (muzyka Krzysztof Myszkowski)
- Ballada o listopadzie (muzyka Krzysztof Myszkowski)
- Piosenka dla tych, którzy się rozstają (muzyka Arkadiusz Zawiliński)
- Piosenka wyskokowa (muzyka Andrzej Zarycki)
- Tka cię czasem Nevada (muzyka Andrzej Zarycki)
- Ballada podjesienna (muzyka Andrzej Zarycki)
- Ballada o arenie cyrkowej (muzyka Jakub Pawlak)
- Taniec z ziemią (muzyka Jakub Pawlak)
- Letni pastelowy zmierzch (muzyka Mariusz Massier)

## Nagrody i nominacje
- 1975 – Nagroda im. Andrzeja Bursy za najlepszy debiut poetycki za tom Nasze najszczersze rozmowy
- 1977 – Nagroda im. Stanisława Piętaka za tom Dopóki jeszcze
- 1980 – Nagroda Fundacji im. Kościelskich za zbiór W błysku zapałki[5]
- 1984 – Nagroda Funduszu Literatury za najlepszy tom roku (Pedy i peta)
- 1992 – Doroczna Nagroda Wojewody Małopolskiego
- 1996 – Uhonorowanie dyplomem Mistrz Sztuki przez Fundację Kultury
- 2001 – Nagroda Krakowska Książka Miesiąca – luty 2001 – za książkę Dom z otwartymi ścianami
- 2001 – Wyróżnienie Pen West w Los Angeles za dwujęzyczny tom wierszy J. Barana W błysku. In a Flash (tłum. J.A. Gregorek)
- 2002 – Nagroda im. Władysława Orkana
- 2004 – Nagroda Miasta Krakowa
- 2015 – Srebrny Medal „Zasłużony Kulturze Gloria Artis”[6]
- 2016 – Nominacja do Orfeusza – Nagrody Poetyckiej im. K.I. Gałczyńskiego za tom wierszy Szczęście w czapce niewidce
- 2019 – Nominacja za całokształt twórczości do Nagrody Literackiej im. Władysława Reymonta[7]
- 2021 – Nagroda Orfeusz Czytelników 2021 – za tom wierszy W wieku odlotowym (Zysk i S-ka 2020)[8]
- 2021 – Finał Orfeusza – Nagrody Poetyckiej im. K.I. Gałczyńskiego za tom wierszy W wieku odlotowym[9]
- 2021 – Nagroda Specjalna Krakowska Książka Miesiąca – za wybór wierszy Słoneczna ruleta (PIW 2021)[10]
- 2023 – Nominacja do Orfeusza – Nagrody Poetyckiej im. K.I. Gałczyńskiego za tom wierszy Pokój i Wojna[11]